# Werner Fabricius
Werner Fabricius (Itzehoe, 10 april 1633 - Leipzig, 9 januari 1679) was een Duitse barokcomponist en organist. Zijn werkzame leven speelde zich af in Leipzig, waar hij groot aanzien genoot als musicus en burger.

## Levensloop
Werner Fabricius was de zoon van een organist die werkte in Itzehoe en Flensburg. Als kind kreeg Werner muziekles in Flensburg bij cantor Paul Moth. In 1645 mocht de 12-jarige Werner, op voorspraak van de Hamburgse cantor Thomas Selle, beginnen aan een opleiding bij het Johanneum te Hamburg. Hij kreeg onder andere les van Heinrich Scheidemann.

### Opbouw van een muziekcarrière
In 1650 schreef Fabricius zich in bij de universiteit van Leipzig en volgde daar verschillende vakken, zoals filosofie, wiskunde en rechten. Hierna ging hij in Leipzig aan de slag als advocaat. In 1655 kreeg hij een aanstelling als organist en muziekdirecteur van de Paulijnse Kerk, de universiteitskerk van Leipzig. Twee jaar later was Fabricius een van de kanshebbers voor de vrijgevallen functie van Thomascantor, maar deze aanstelling ging naar Sebastian Knüpfer. In 1658 werd Fabricius wel de organist van de Nicolaikirche, waar hij Adam Krieger opvolgde.
Fabricius deed in 1663 een poging om cantor te worden in Hamburg nadat Thomas Selle was overleden. Met slechts één stem verschil ging deze aanstelling naar Christoph Bernhard.
Op 3 juli 1665 trad Fabricius in het huwelijk met Martha Corthum, een telg uit een geslacht van predikanten.

### Leerboeken
Fabricius had een grote kennis van orgelbouw en werd daarom regelmatig betrokken bij orgelkeuringen. In 1656 verscheen in Frankfurt en Leipzig zijn instructie Unterricht wie man ein neu Orgelwerk in- und auswendig examiniren, und so viel wie möglich probiren soll.
In 1656 en 1675 verschenen twee orgelleerboeken van Fabricius. Ook schreef hij een bundel met klavierwerken voor beginners: Kürtze Preambula vor Incipienten durch alle Claves Manualiter unde Pedaliter zugebrauchen. Dit werk werd in de 20e eeuw herontdekt, samen met het instructieboekje Manuductio zum General Bass.

### Vriendenkring
Fabricius beschikte over een respectabele vriendenkring. Zo onderhield hij een vriendschap met de destijds beroemde componist Heinrich Schütz, die in 1662 aan Fabricus' manuscript met religieuze composities een lovend gedicht toevoegde. Toen deze composities een jaar later werden uitgegeven als Geistliche Arien, Dialogen und Concerten schreef Schütz het voorwoord. Ook was Fabricius bekend met de theoloog Valentin Alberti, die een huldevers schreef voor de kopergravure met het portret van Fabricius. Voor zijn vriend en dichter Ernst Christoph Homburg componeerde Fabricius 100 melodieën voor diens Geistliche Lieder.

### Overlijden
In 1674 overleed zijn echtgenote Martha. Vijf jaar later volgde Fabricius zelf. Hun nog minderjarige zoon Johann Albert Fabricius (1668-1736) was nu wees en kreeg Valentin Alberti toegewezen als voogd. Johann Albert zou zich gaan onderscheiden als een van de belangrijkste vertegenwoordigers van de Verlichting in Noord-Duitsland. Hij werd bibliothecaris en hoogleraar en verkreeg veel invloed als fysicotheoloog.

## Werken
Hieronder volgt een selectie van de werken van Fabricius:
- Jauchzet ihr Himmel (1655): geschreven ter ere van 100 jaar godsdienstvrede van Augsburg.
- Deliciae harmonicae oder Musikalische Ergötzung (1656): deze composities zijn vermoedelijk geschreven voor de musici van de universiteit.
- Geistliche Lieder (1659): 100 melodieën bij liederen van Ernst Christoph Homburg.
- Geistliche Arien, Dialogen und Concerten (1663): religieuze werken, opgedragen aan Christiaan Lodewijk van Brunswijk-Lüneburg.
- Kürtze Preambula vor Incipienten durch alle Claves Manualiter unde Pedaliter zugebrauchen: leerboek voor beginners.
- diverse gelegenheidscomposities, voor huwelijken en begrafenissen